# Sport en Indonésie
Le sport en Indonésie est populaire aussi bien au niveau de la participation que du nombre de spectateurs. Les deux sports les plus populaires en Indonésie sont le football et le badminton. 

## Football

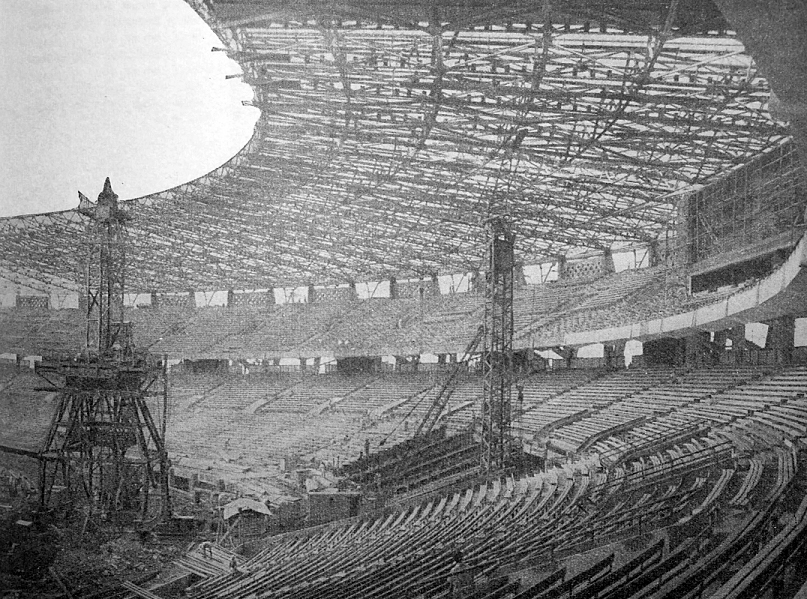
Le stade Gelora Bung Karno de Jakarta en construction en 1962.

Les équipes de football sont financées par des entreprises et leurs joueurs travaillent dans lesdites entreprises pour compléter leurs salaires. La Fédération d'Indonésie de football a été fondée 1930 pendant l'époque coloniale néerlandaise par Soeratin Sosrosoegondo, un Indonésien ayant fait ses études en Allemagne. L'Indonésie se classe au 139e rang FIFA. Il y a trois équipes nationales de football masculin en Indonésie : l'équipe A, l'équipe des moins de 23 ans et l'équipe junior. Le championnat d'Indonésie de football est composé de trois ligues. La première ligue est composée de deux conférences (est et ouest) chacune composée de 18 équipes.
Le football australien est également pratiqué.

## Badminton
En badminton, les Indonésiens ont remporté de nombreux titres comme 13 Thomas Cups sur 24. Ils sont parmi les meilleurs joueurs du monde. Le joueur de badminton Rudy Hartono a notamment remporté sept fois de suite le championnat All England. Depuis 1934, année de la création de la Fédération internationale de badminton, l'Indonésie et la Chine se sont partagé 70 % des titres internationaux.

## Autres sports

### Sports internationaux
D'autres sports classiques sont pratiqués en Indonésie, principalement le tennis (plusieurs trophées d'Asie remportés), le polo (pratiqué depuis l'époque coloniale) ou encore la course à pied. Bali possède des spots de surf très prisés des Australiens.

### Sports locaux

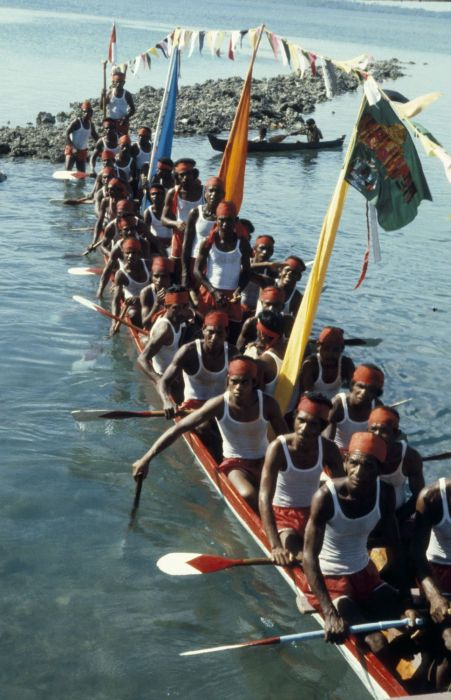
Équipe de course de pirogue traditionnelle en 1980.

Il y a de nombreux sports traditionnels encore pratiqués en Indonésie : l'art martial du pencak silat, le sepak takraw, les courses de taureaux (les pacu jawi dans le Sumatra occidental ; les karapan sapi sur l'île de Madura) ou de canards volants (les pacu itiak dans le Sumatra occidental), les courses de bateau ou encore les concours de cerfs-volants.

## Événements sportifs
Les événements sportifs en Indonésie sont organisés par le comité national des sports appelé Komite Olahraga Nasional Indonesia (ou KONI). Le comité a décidé, avec l'appui du gouvernement une Journée nationale des sports le 9 septembre. Des jeux nationaux, les Pekan Olahraga Nasional ont lieu tous les quatre ans.
L'Indonésie a organisé à deux reprises les Jeux asiatiques : en 1962, à Jakarta, et en 2018, à Jakarta et à Palembang.
L'Indonésie a remporté 25 médailles aux Jeux olympiques.
| Sport         | Médaille d'or, Jeux olympiques | Médaille d'argent, Jeux olympiques | Médaille de bronze, Jeux olympiques | Total |
| Badminton     | 6                              | 6                                  | 6                                   | 18    |
| Haltérophilie | 0                              | 2                                  | 4                                   | 6     |
| Tir à l'arc   | 0                              | 0                                  | 1                                   | 1     |
| Total         | 6                              | 9                                  | 10                                  | 25    |